# 긴관머리독수리
긴관머리독수리(Long-crested eagle)는 텁수룩한 깃털을 특징으로 하는 아프리카 맹금류이다. 모든 수리류를 포함하는 수리과에서 현재는 긴관머리독수리속으로 분류하고 있다. 아프리카 중부와 남부 전역에서 발견되며, 식량 가용성과 적절한 서식 지역으로 인해 서식 범위가 다르지만 주로 숲 가장자리와 습기가 많은 지역에서 산다. 번식은 먹이 가용성에 따라 연중 언제든지 이루어질 수 있으며, 맹금류의 경우처럼 1개 또는 2개의 알을 낳는다. 보통 더 작은 포유류를 먹지만, 다른 척추동물과 무척추동물도 먹는다.

## 묘사

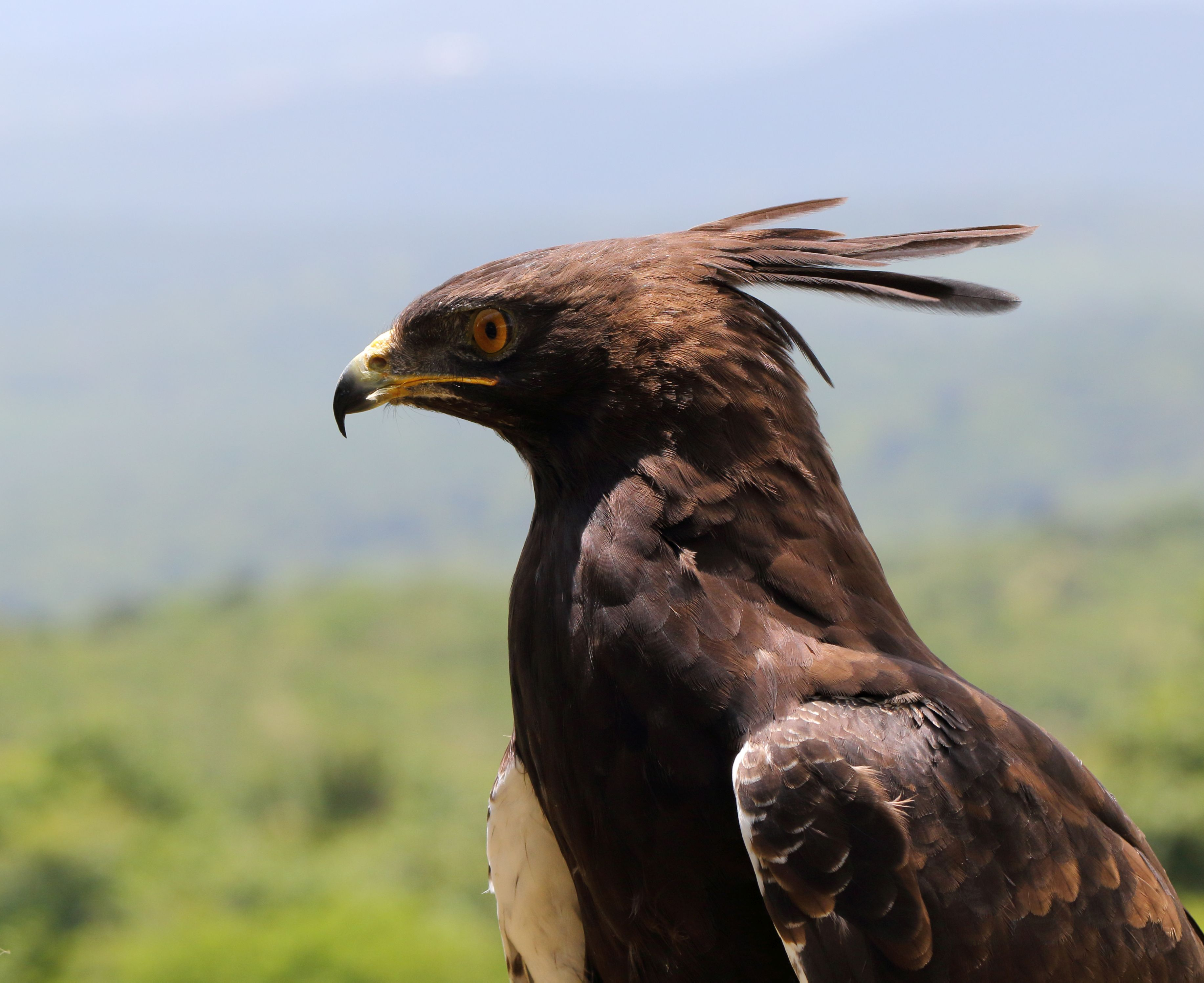
남아프리카 공화국에서 포획된 긴관머리독수리

긴관머리독수리는 길고 텁텁한 볏과 우간다어로 카무순구순구(Kamusungu-sungu)라고 불리는 모든 어두운 깃털 때문에 자리잡고 있는 독특한 수리류이다. 성체는 흑갈색이고, 길고 가는 깃털은 왕관의 뒷면에서 자라나 볏을 형성한다. 2차 깃털은 밝은 회색과 함께 검은색 막대가 있고 넓은 검은 끝이 있으며, 1차 깃털과 중앙 아래 날개 덮개는 흰색이며, 날개의 위와 아래 표면에 비행 시 볼 수 있는 눈에 띄는 흰색 반점을 형성한다. 꼬리는 검은색이고, 옅은 회색이 있다. 성체의 눈은 밝은 노란색이지만 암컷은 더 어두울 수 있으며, 부리와 발은 노란색이며 수컷은 흰색에 가까운 창백하다. 어린 것은 성체와 비슷하지만 깃털의 색이 더 가볍고 볏이 발달하지 않았으며 눈은 회색이다. 몸길이는 53~58cm이고 암컷의 몸무게는 1,300~1,500g인 반면 작은 수컷은 912~1,300g이다.

## 분포 및 서식지
긴관머리독수리는 동쪽으로는 세네갈과 감비아에서 에티오피아까지 그리고 남쪽으로는 이스턴케이프주까지, 남아프리카 공화국과 나미비아, 보츠와나 북부에서 사하라 이남 아프리카에서 발견된다. 일반적으로 앉아서 생활하는 것으로 간주되지만, 비가 내리는 건조한 지역에서는 유목생활을 할 수도 있다.
숲 가장자리와 습윤한 삼림 지대, 특히 그 서식지가 초원, 습지, 강이나 개울과 가까울 경우, 건조한 삼림 지대, 혼합 농지, 방목지, 사탕수수 농장의 가장자리, 과수원에서도 볼 수 있다. 긴관머리독수리는 소나무나 유칼립투스와 같은 이국적인 농장도 이용할 것이다. 해발고도가 3,000m에 이르지만 2,000m 이상에서 발견되는 것은 드문 일이다.

## 보존
개체수는 수만 마리로 추정되며, 개체수는 더욱 늘어날 것으로 예상된다.  서식지 파편화로 인해 설치류에게 적합한 새로운 서식지가 만들어지고 있으며, 긴관머리독수리의 주요 먹이 공급원이 증가하고 있다. 국제자연보전연맹(IUCN)의 적색 목록에 따르면 긴관머리독수리는 가장 관심사가 적은 종으로 등재되어 있지만, 이 종은 여전히 위협에 직면해 있다. 여기에는 서식지 파편화 및 손실, 중독, 전선 또는 차량 사고 등이 포함된다. 긴관머리독수리에 대한 보다 최근의 위협은 인간의 먹이 공급으로 인한 비둘기 개체수의 증가이다. 비둘기는 비둘기 개체수에서 빠르게 퍼지는 트리코모나스증을 가지고 있다. 이 독수리들이 비둘기를 포식하는 것은 점점 더 일반화되고 있으며, 긴관머리독수리의 트리코모나스증은 농작물, 인두 및 입에 큰 손상을 입히고 손상이 진행됨에 따라 먹을 수 없게 된다.